# Karl-Heinz Marotzke
Karl-Heinz (Heinz) Marotzke (Stettin, 29 maart 1934 – 28 juli 2022) was een Duits voetbaltrainer van onder meer Fortuna '54 en Schalke 04.

## Loopbaan
Marotzke startte zijn trainersloopbaan in eigen land bij Hamborn 07 en VfL Osnabrück. Beide clubs kwamen uit in de Regionalliga, destijds de tweede klasse in Duitsland, onder de Bundesliga. In het seizoen 1966/67 was hij eindverantwoordelijke bij het in de Eredivisie spelende Fortuna '54. 
Marotzke verving op 1 juli 1967 Fritz Langer als hoofdtrainer van FC Schalke 04. Als gediplomeerd sportleraar gaf hij naast zijn werk bij Schalke les aan de sportfaculteit van de Universiteit van Keulen. Op 13 november 1967, na 13 wedstrijden en slechts één overwinning, kwam er een einde aan zijn tijd bij Die Königsblauen na een 1-2 nederlaag bij Borussia Dortmund. Schalke 04 stond op dat moment onderaan in de Bundesliga, Marotzke werd vervangen door Günter Brocker.
Na zijn tijd bij Schalke 04 wendde Marotzke zich tot het Afrikaanse voetbal en werd de eerste Duitse coach van het Ghanees voetbalelftal. Met Marotzke als coach nam Ghana in 1968 en 1972 deel aan de Olympische Zomerspelen. Naast Ghana was de Duitser ook werkzaam als bondscoach van Nigeria en Botswana. Hij zette zich in Afrika tevens in voor ontwikkelingshulp op het gebied van sport.
Heinz Marotzke overleed op 28 juli 2022 op 88-jarige leeftijd.